# Latour (België)
Latour is een plaats in de Belgische streek de Gaume in de provincie Luxemburg en een sinds de gemeentelijke herindeling van 1977 in het arrondissement Virton een deelgemeente van Virton. Het plaatsje ligt aan de Vire. In het dorp is het museum Baillet-Latour gevestigd dat behalve de plaatselijke geschiedenis ook deze van de nauw met het dorp verbonden familie Baillet-Latour, waaronder de voormalige voorzitter van het IOC Henri de Baillet-Latour, belicht.

## Geschiedenis
Aan het begin van de Eerste Wereldoorlog, tijdens de Slag der Grenzen, passeerden op 24 augustus 1914 de 50ste en 6de infanterieregimenten van het Duitse leger. Ze eisten alle mannen van Latour op om gewonden te verzamelen en doden te begraven in Ethe. Geëscorteerd door de Duitsers vertrok een konvooi van 73 personen, waaronder burgemeester Burton en de pastoors Glouden en Zender. Een officier had hen een schriftelijke vrijgeleide meegegeven en ze waren uitgerust met een vlag en armbanden van het Rode Kruis. Ter plekke aangekomen zagen ze hoe opgeëiste burgers van Ethe massaal werden geëxecuteerd. Ondanks het tonen van de vrijgeleide ondergingen de mannen van Latour hetzelfde lot, op twee na die konden ontkomen. In het dorp, dat een 290 mensen had geteld, bleven in essentie weduwen en vaderloze kinderen achter.
In 1929, werd voor de NMBS te Latour een groot depot en herstelplaats gebouwd ter vervanging van de kleinere stelplaats in Virton. Door de afname van het reizigersverkeer, het wegvallen van veel goederenvervoer na het verdwijnen van de staalindustrie in Belgisch Lotharingen eind jaren 70 en de elektrificatie van de lijn werd de werkplaats overbodig en ging ze in 1992 definitief dicht.
In december 1944 opende de US Air Force te Latour een vliegveld voornamelijk als noodlandingsterrein. Na de oorlog bleef het vliegveld voortbestaan voor de burgerlijke luchtvaart tot 1974 waarna het werd omgebouwd tot een industriezone waarop zich inmiddels naast lokale KMO's ook enkele grotere bedrijven hebben gevestigd, o.a. ExxonMobil (in 2013 overgenomen door Jindal Films uit India).

## Demografische ontwikkeling
- Bronnen:NIS, Opm:1831 tot en met 1970=volkstellingen

## Bezienswaardigheden

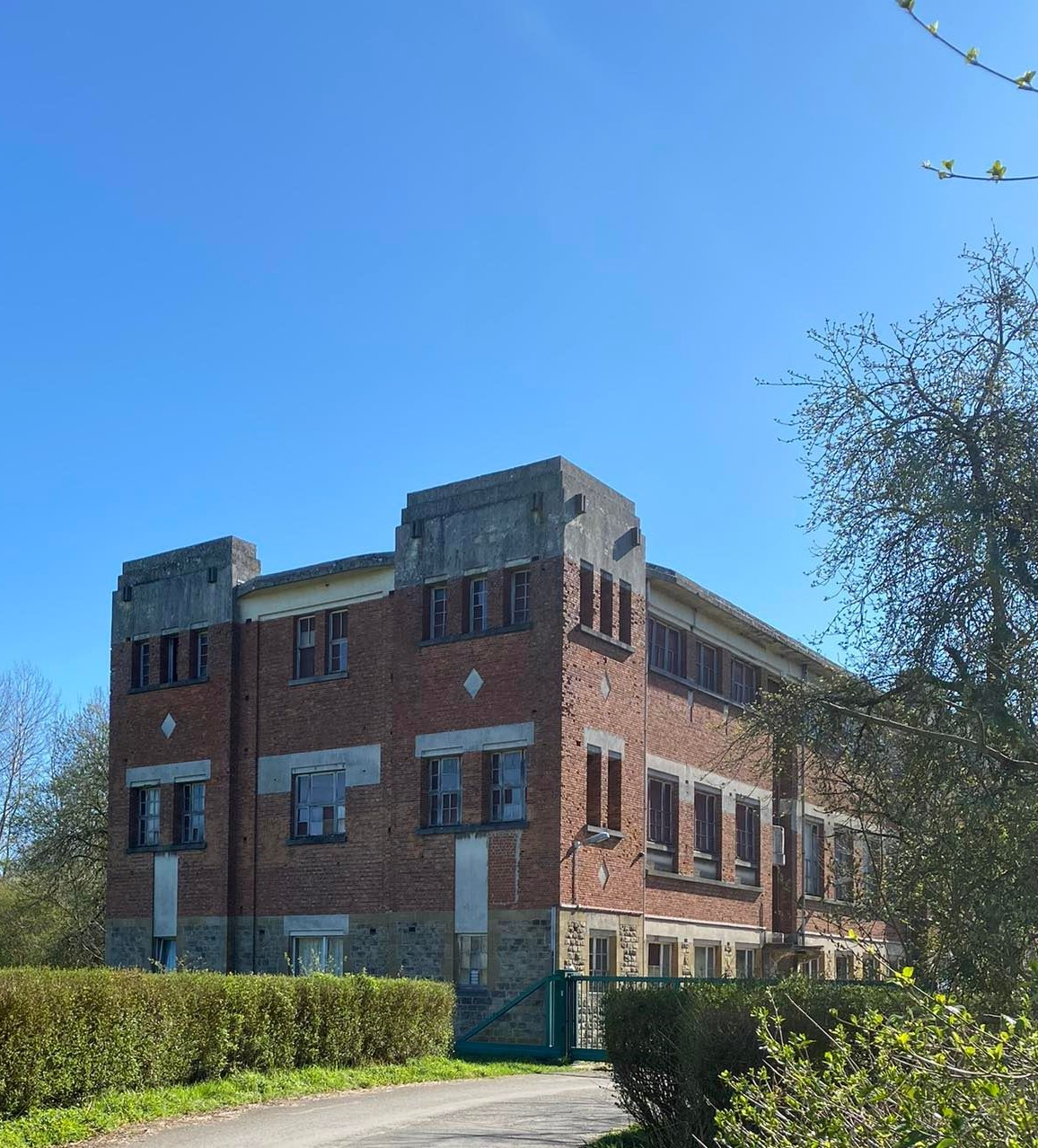
Kantoorgebouw van het voormalige NMBS atelier in Latour

- Étangs de Latour
- Museum Baillet-Latour

## Voetnoten
1. ↑  "14-18: Latour, orphelin de tous ses hommes", L'Avenir, 5 augustus 2014
2. ↑  https://pieterserrien.be/2012/10/27/het-vergeten-bloedbad-van-de-eerste-wereldoorlog/. Gearchiveerd op 26 maart 2023.

Deelgemeenten: Bleid · Ethe · Latour · Ruette · Saint-Mard · Virton

Overige dorpen: Chenois · Gomery · Grandcourt · Saint-Remy

Belgische gemeenten · Arrondissement Virton · Luxemburg · Wallonië